# 挑战者号 (电影)
《挑战者号》（Challenger）是一部讲述理查德·費曼调查挑战者号航天飞机灾难的电影。菲利普·考夫曼担任该片导演，大卫·斯特雷泽恩在片中扮演費曼博士。影片原计划在2007年戛纳电影节首映，2008年全球公映。但是最终没有列入戛纳电影节的竞赛或非竞赛单元名单。